# Wesley Addy
Wesley Addy, född 4 augusti 1913 i Omaha, Nebraska, död 31 december 1996 i Danbury, Connecticut, var en amerikansk skådespelare inom film, television och teater. Addy anlitades frekvent som birollsinnehavare i regissören Robert Aldrichs filmer. Han var från 1930-talet verksam som skådespelare på Broadway där han gjorde sin sista roll 1990. Från 1966 och till sin död var han gift med Celeste Holm.

## Filmografi, urval
- 1955 – Natt utan nåd
- 1955 – Silkessnöret
- 1956 – Gangsterdetektiven
- 1957 – Samhällets marodörer
- 1962 – Vad hände med Baby Jane?
- 1964 – Hysch, hysch, Charlotte!
- 1966 – Död man lever
- 1966 – Mister Buddwing
- 1970 – Tora! Tora! Tora!
- 1971 – Grissom-ligan
- 1976 – Network
- 1979 – Européerna
- 1982 – Domslutet
- 1984 – En kvinnas röst